# Martin Kollar
Martin Kollar (* 1901; † 1965) war ein deutscher Unternehmer.
Martin Kollar war ein Weinhändler und Unternehmer in Siebenbürgen und Budapest. Mit seiner Familie siedelte er nach Kriegsende 1949 nach München um. Hier gründete er gemeinsam mit seinem Sohn Alfred Kollar und seinem Schwiegersohn Stefan Spernath 1950 einen Weinhandel. 1955 gründeten sie gemeinsam das Unternehmen Sektkellerei Nymphenburg. Diese war bis zu ihrem Verkauf im Jahr 2000 die einzige Sektkellerei Münchens. In der Ende der 1970er-Jahre selbsterbauten Produktionsstätte in der Martin-Kollar-Straße wurden zahlreiche Sektsorten produziert und abgefüllt. Es gelang ihnen das Unternehmen zu einer der umsatzstärksten Sektkellereien Deutschlands zu entwickeln. Im Jahr 2000 übernahm der Konzern Schloss Wachenheim AG das Unternehmen von den Gesellschaftern Gabriel Spernath und Eva Rapaport.
Nach ihm ist die Martin-Kollar-Straße in München benannt.
| Personendaten    | Personendaten         |
| ---------------- | --------------------- |
| NAME             | Kollar, Martin        |
| KURZBESCHREIBUNG | deutscher Unternehmer |
| GEBURTSDATUM     | 1901                  |
| STERBEDATUM      | 1965                  |